# شهرستان سروفسکی
شهرستان سروفسکی (به لاتین: Serovsky District) یک شهرستان در روسیه است که در استان سوردلوفسک واقع شده‌است.